# Fanny Östlund
Fanny Östlund (* 5. Mai 1997) ist eine schwedische Tennisspielerin.

## Karriere
Östlund begann mit fünf Jahren mit dem Tennisspielen, laut ITF-Profil bevorzugt sie als Terrain den Sandplatz. Sie spielt hauptsächlich auf Turnieren der ITF Women’s World Tennis Tour, bei der sie bislang vier Einzel- und 16 Doppeltitel gewinnen konnte. Weitere gute Ergebnisse erzielte sie im September und Oktober 2015, als sie bei den Turnieren in Antalya und Iraklio jeweils das Finale erreichte.
Ihr Debüt auf der WTA Tour feierte Östlund mit einer Wildcard bei den Collector Swedish Open 2014, wo sie bereits in der ersten Qualifikationsrunde mit 4:6 und 3:6 an Arantxa Rus scheiterte.

## Turniersiege

### Einzel
| Nr. | Datum              | Turnier     | Kategorie   | Belag     | Finalgegnerin | Ergebnis      |
| --- | ------------------ | ----------- | ----------- | --------- | ------------- | ------------- |
| 1.  | 11. September 2016 | Hammamet    | ITF $10.000 | Sand      | Ana Savić     | 6:4, 6:2      |
| 2.  | 24. September 2017 | Antalya     | ITF $15.000 | Sand      | Amina Anschba | 6:3, 6:1      |
| 3.  | 15. September 2019 | Kairo       | ITF $15.000 | Sand      | Sandra Samir  | 6:3, 6:4      |
| 4.  | 21. Januar 2024    | Petit-Bourg | ITF W35     | Hartplatz | Maria Mateas  | 4:6, 6:4, 6:3 |

### Doppel
| Nr. | Datum              | Turnier                     | Kategorie   | Belag             | Partnerin              | Finalgegnerinnen                            | Ergebnis           |
| --- | ------------------ | --------------------------- | ----------- | ----------------- | ---------------------- | ------------------------------------------- | ------------------ |
| 1.  | 30. Juni 2017      | Lund                        | ITF $25.000 | Sand              | Ida Jarlskog           | Laura-Ioana Andrei Julia Wachaczyk          | 6:2, 6:74, [14:12] |
| 2.  | 9. September 2017  | Antalya                     | ITF $15.000 | Sand              | Jasmina Tinjić         | Anna Jakowlewa Gjulnara Nasarowa            | 6:1, 6:2           |
| 3.  | 4. November 2017   | Stockholm                   | ITF $15.000 | Hartplatz (Halle) | Malene Helgo           | Maryna Kolb Nadija Kolb                     | kampflos           |
| 4.  | 24. März 2018      | Antalya                     | ITF $15.000 | Sand              | Andreea Amalia Roșca   | Ilona Georgiana Ghioroaie Victoria Muntean  | 6:3, 4:6, [10:7]   |
| 5.  | 29. Juni 2019      | Tabarka                     | ITF W15     | Sand              | Alexandra Viktorovitch | Martina Capurro Taborda Anna Turati         | 6:3, 2:6, [10:8]   |
| 6.  | 14. September 2019 | Kairo                       | ITF W15     | Sand              | Bojana Marinković      | Yasmina El Sayed Daria Solovyeva            | 6:3, 6:1           |
| 7.  | 26. Oktober 2019   | Stockholm                   | ITF W15     | Hartplatz (Halle) | Alina Silitsch         | Jacqueline Cabaj Awad Oona Orpana           | 6:3, 6:2           |
| 8.  | 7. März 2020       | Iraklio                     | ITF W15     | Sand              | Tamara Čurović         | Ioana Gașpar Rebeka Masarova                | 6:4, 7:5           |
| 9.  | 15. Januar 2023    | Fort-de-France (Martinique) | ITF W15     | Hartplatz         | Jenny Dürst            | Bianca Fernandez Anna Ulyashchenko          | 6:4, 3:6, [10:4]   |
| 10. | 21. Januar 2023    | Petit-Bourg (Guadeloupe)    | ITF W25     | Hartplatz         | Jenny Dürst            | Clervie Ngounoue Johanne Christine Svendsen | 6:4, 6:3           |
| 11. | 11. Februar 2023   | Jhajjar                     | ITF W15     | Sand              | Vanessa Ersöz          | Alexandra Iordache Sevil Yoʻldosheva        | 0:6, 7:5, [10:5]   |
| 12. | 18. Februar 2023   | Jhajjar                     | ITF W15     | Sand              | Diāna Marcinkēviča     | Vaidehi Chaudhari Zeel Desai                | 6:2, 6:1           |
| 13. | 9. April 2023      | Bujumbura                   | ITF W25     | Sand              | Ksenia Laskutova       | Jasmin Jebawy Jasmijn Gimbrère              | 6:4, 6:3           |
| 14. | 13. Mai 2023       | Båstad                      | ITF W25     | Sand              | Jenny Dürst            | Martyna Kubka Schibek Qulambajewa           | 6:4, 63, [10:7]    |
| 15. | 17. Dezember 2023  | Nairobi                     | ITF W25     | Sand              | Walerija Strachowa     | Nagomi Higashitani Angella Okutoyi          | 6:4, 7:65          |
| 16. | 20. Januar 2024    | Petit-Bourg                 | ITF W35     | Hartplatz         | Jenny Dürst            | Sina Herrmann Antonia Schmidt               | 6:2, 7:5           |